# Belcea, Botoșani
Belcea este un sat în comuna Leorda din județul Botoșani, Moldova, România.